# Rellinars
Rellinars är en kommun i Spanien.   Den ligger i provinsen Província de Barcelona och regionen Katalonien, i den östra delen av landet, 500 km öster om huvudstaden Madrid. Antalet invånare är 735. Arean är 17,8 kvadratkilometer. Rellinars gränsar till Sant Vicenç de Castellet, Mura, Vacarisses och Castellbell i el Vilar. 
Terrängen i Rellinars är huvudsakligen kuperad, men den allra närmaste omgivningen är platt.